# Сан Висенте дел Распеиђ
Сан Висенте дел Распеиђ (шп. San Vicente del Raspeig) град је у Шпанији у аутономној заједници Валенсија у покрајини Аликанте. Према процени из 2008. у граду је живело 51.507 становника.

## Становништво
Према процени, у граду је 2008. живело 51.507 становника.
| 1991.  | 2001.  |
| ------ | ------ |
| 29.225 | 39.666 |

## Партнерски градови
- L'Isle-d'Abeau